# Franklin (hrabstwo Franklin)
Franklin – miasto w Stanach Zjednoczonych, w stanie Nowy Jork, w hrabstwie Franklin.